# Öddö 2:9
Öddö 2:9 är ett naturreservat i Strömstads kommun i Västra Götalands län.
Området är naturskyddat sedan 1973 och är 1,6 hektar stort. Reservatet omfattar ett mindre område på Norra Öddö. Reservatet består av ett bestånd av bohuslind.